# Juan Manuel Fernández de Jáuregui
Juan Manuel Fernández de Jáuregui y Aguilera (Santiago de Querétaro, Querétaro, México, 14 de septiembre de 1814 - México, D. F., México, 4 de enero de 1871)fue un abogado,gobernador interino del Estado de Querétaro del 1 de diciembre de 1849 al 6 de marzo de 1850 y Ministro de Gobernación de julio de 1858 a febrero de 1859.

## Período como Gobernador
Durante su mandato promulgó y publicó el polémico decreto que devolvía a la Compañía de Jesús sus bienes, tras haber sido sustraídos estos por la autorización de la Legislatura previa a su mandato que generó la renuncia del gobernador Francisco de Paula Mesa. Tras el decreto de devolución de bienes a los jesuitas, varios grupos que estaban en contra de ello publicarían diferentes textos de opinión contraria a la del gobernador Jáuregui, uno de ellos llamado: “Retrato de los Jesuitas” siendo publicado en los periódicos del momento como El federalista o El Diablo Verde; por tal motivo mandó retirar las ediciones de los periódicos que publicaron dichos textos.
Fernández de Jáuregui era un hombre de postura autoritaria y radical, algo que se vería reflejado mientras ocupaba el cargo decretando leyes como la pena de muerte a ladrones infractores: el objetivo era reducir los asaltos en los caminos que conectaban a la ciudad, algo que era muy frecuente no solo en el estado sino en todo el país. De igual manera atacó a la opinión pública suprimiendo los comentarios en su contra, tanto de la prensa como la ciudadanía, incluso de sus propios empleados. En la lucha para contrarrestar las malas opiniones, creó el periódico El Observador Social como periódico oficial, pero sin tener mucho éxito dado que todavía continuaba la publicación de textos en su contra tachándolo de hombre funesto.
Finalmente, su destitución del gobierno se debió a conflictos que tuvo con el Ayuntamiento tras varios desacuerdos en el manejo de la administración sobre el control de los bienes de la doña Josefa Vergara para la realización de sus obras de beneficencia. Sin lograr sobreponer su elección en el caso ordenó la disolución del Ayuntamiento, aunque no tuviera poder para dar dicha orden. Dichos actos habían llegado a tales extremos que el propio presidente de la república José Joaquín de Herrera (ocupante por tercera ocasión del puesto de presidente interino durante el gobierno de Antonio López de Santa Anna) exigió que restableciera la paz social en Querétaro, pero Fernández de Jáuregui hizo caso omiso.
Por tales actos, y teniendo varias acusaciones anteriores, fue acusado de haber violado la Constitución general del estado de Querétaro y las Leyes de Imprenta. Finalmente, el 6 de marzo de 1850, Juan Manuel Fernández de Jáuregui tomó la medida de renunciar a su cargo de gobernador de Querétaro.

## Otros afines
Durante su corto mandato otorgaría un fuerte impulso al Colegio del Estado: sostuvo la licenciatura de leyes del modo de que el gobierno se hiciera cargo de los gastos realizados por la institución. De manera paralela lucharía para estimular la educación otorgando becas y premiaciones anuales a los estudiantes. En el poco tiempo ocupando el puesto de gobernador, daría continuación en la construcción del Teatro Iturbide, hoy Teatro de la República.